# Red Electric
Red Electric – maltański zespół rockowy założony w 2006 przez Matthew Jamesa Borga, Petear Borga, Jonaas Delicate, Ivaan Borga i Raphaela Tonnę. Pierwotnie pod nazwą Drive. 

## Kariera
W 2008 zespół zmienił nazwę na Red Electrick. W październiku tego roku wydali pierwszy singiel pod nową nazwą The End Of It All. W listopadzie 2009 zespół wydał kolejny singiel Who The Heck Is Rek?! a w grudniu tego roku otrzymał nagrody Malta Music Awards w kategorii Nowy artysta
, oraz Bay Music Awards Najlepszy debiut. 
W 2010 ukazał się debiutancki album zespołu Vine Lady, a teledysk do utworu Who The Heck Is Rek?! otrzymał nagrodę Malta Music Awards w kategorii Najlepszy teledysk. W 2012 ukazał się kolejny album The Unplugged Sessions zawierający nagrania z sesji z udziałem m.in. tercetu smyczkowego. Na albumie oprócz utworów z pierwszej płyty takich jak Who The Heck Is Rek?! czy Make up your Mind znalazły się nowe kompozycje np. Paul oraz klika coverów m.in. California Dreaming, Losing My Religion (R.E.M.) czy Breakfast in America (Supertramp). 
W grudniu 2012 zdobyli nagrodę  Bay Music Awards Raise the Roof Award a w 2012 i 2013 Malta Music Awards w kategorii Najlepsza piosenka za utworyPaul (2013) i The Runaway (2014). W 2015 Raphaela Tonnę na perkusji zastąpił Robert Spiteri zastąpił. 
W 2016 ukazał się kolejny album zespołu Inside You W 2018 zespół opuścił Matthew James Borg, a jako nowy wokalista do Red Electrick dołączył Joe Roscoe. Kolejny album z nowym wokalistą Tragic Optimistic, za który zespół otrzymał nagrodę  Malta Music Awards 2020, ukazał się w grudniu 2019.
24 czerwca 2022 muzycy ogłosili zmianę nazwy zespołu na Red Electric. W lipcu tego roku ukazał się kolejny singiel zatytułowany Fix of You, a we wrześniu i listopadzie kolejne dwa Devil i Vampire.  W styczniu 2023 zespół wydał EPkę In our Blood zawierającą tytułowy utwór, oraz piosenki z singli z poprzedniego roku. W maju 2023 ukazała się płyta koncertowa Live at WH21. 
Przez lata Red Electric występował i koncertował w wielu miastach za granicą, w tym w Austrii, na Cyprze, w Danii, w Los Angeles, Wielkiej Brytanii, w Polsce (na festiwalu w Jarocinie w 2016) i Hiszpanii.

## Współpraca
Red Electric współpracował z wieloma maltańskimi artystami i zespołami m.in. Josephem Calleją, Destiny, Luke'iem Chappellem, Irą Losco, Chasing Pandora, a także z Malta Philharmonic Orchestra. 
Red Electric współpracował również z maltańskim zespołem The Travellers. Oba zespoły stworzyły serię koncertów, w których członkowie wystąpili razem jako jeden zespół. Lista utworów koncertowych obejmowała piosenki z dyskografii obu zespołów. Pierwszy z tych koncertów odbył się w 2019 i nosił nazwę 1, drugi zaś  pod nazwą ONE w 2022. Część dochodu z koncertu w 2022 została przekazana na rzecz McDonald House Charities Malta.

## Muzycy
| Obecni członkowie - Joe Roscoe (śpiew, gitara), - Peter Borg (gitara), - Aleandro Spiteri Monsigneur (instrumenty klawiszowe) - Ivan Borg (bas). | Byli członkowie - Matthew James Borg (śpiew, instrumenty klawiszowe) (2006–2018), - Jonas Delicata (gitara), - Raphael Tonna (perkusja) (2006–2015). |

## Dyskografia
Albumy
- Vine Lady (2010)
- The Unplugged Sessions (2012)
- Inside You (2016)
- Tragic Optimistic (2019)
- Live at WH21 (2023)

EP
- In Our Blood (2023)

Single
- The End Of It All (2008)
- Young Again (2014)
- Right Here (2018)
- G.O.R.G.E.O.U.S. (2018)
- New Day (2018)
- Christmas Time With You (2020) - wraz z Luke'iem Chappellem
- Mistake (2021) - wraz z Destiny
- Fix Of You (2022)
- Devil (2022)
- Vampire (2022)
- Time Files (2024)
- Emotional Surgery (2024)
- Fragile (2025) - wraz z Chasing Pandora

## Nagrody
- Bay Music Awards w kategorii Best Newcomer (2009)
- Malta Music Awards w kategorii New Artist Award (2009)
- Malta Music Awards w kategorii Best Video za teledysk do utworu Who the Heck is Rek? (2010)
- Bay Music Awards Raise the Roof Award (2012)
- Malta Music Awards w kategorii Best Song za utwór Paul (2013)
- Malta Music Awards w kategorii Best Song za utwór The Runaway (2014)
- Malta Music Awards w kaegorii Best Album za album Tragic Optimistic (2020)